# Майкъл Ридпат
Майкъл Ридпат (на английски: Michael Ridpath) е английски писател на бестселъри в жанра финансови и шпионски трилъри, и приключенски криминални романи.

## Биография и творчество
Майкъл Ридпат е роден на 7 март 1961 г. в Девън, Англия, в семейството на Андрю и Елизабет Ридпат. Израства в Йоркшир. Завършва гимназия „Милфийлд“ в Съмърсет.
През 1982 г. завършва Мертън Колидж, Оксфорд. След дипломирането си в периода 1982-1991 г. работи в „Сауди Интернешънъл Банк“ в Лондон, започвайки като кредитен анализатор, и ставайки търговски посредник. В периода 1991-1994 г. работи за „Apax Partners“.
На 19 януари 1985 г. се жени за Кенди Хелман, банков служител. Тя умира през 1992 г. Имат две дъщери и син – Джулия, Лора и Никълас. На 1 октомври 1994 г. се жени за Барбара Нюнемейкър, американка, директор на „Стандарт енд Пуърс“.
Докато работи за „Apax Partners“ започва да пише роман. Първият му финасов трилър „Борсови игри“ е публикуван през 1994 г. Романът става бестселър и той напуска работата си и се посвещава на писателската си кариера.
Става известен основно със своите финансови трилъри преди да се насочи към жанра на криминалния роман. През 2011 г. е публикуван приключенския му трилър „Където тегне мрак“ от поредицата „Огън и лед“. Главен герой е исландският детектив Магнус Йонсон. Преследван от мафията в САЩ той се оттегля в Исландия, където обаче се сблъсква със заплетени криминални престъпления и неочаквани опасности.
Бил е заместник-председател на Асоциацията на писатели на криминални романи и е ковчежник на Кралския литературен фонд.
Майкъл Ридпат живее със семейството си в Нампстед Гардън, Северен Лондон.

## Произведения

### Самостоятелни романи
- Free to Trade (1994)
Борсови игри, изд.: „Бард“, София (1995), прев. Тодор Стойчев
- Trading Reality (1996)
Борсов посредник, изд.: „Бард“, София (1997), прев. Тодор Стоянов
- The Marketmaker (1998)
Сити, изд.: „Бард“, София (1998), прев. Тодор Стоянов
- Final Venture (2000)
Последна сделка, изд.: „Бард“, София (2000), прев. Иван Златарски
- The Predator (2001)
Хищникът, изд.: „Бард“, София (2002), прев. Боряна Семкова
- Fatal Error (2003)
Компанията, изд.: „Бард“, София (2005), прев. Иван Златарски
- Traitor's Gate (2013)
- Shadows Of War (2015)

### Серия „Алекс Калдър“ (Alex Calder)
1. On the Edge (2005)
2. See No Evil (2006)

### Серия „Огън и лед“ (Fire and Ice)
1. Where the Shadows Lie (2011)
Където тегне мрак, изд.: „PRO Book“, София (2011), прев. Матей Тодоров
2. 66 Degrees North (2011) – издаден и като „Far North“
66° северна ширина, изд.: „PRO Book“, София (2012), прев. Матей Тодоров
3. Edge of Nowhere (2011)
4. Meltwater (2012)
5. Sea of Stone (2014)